# Grupo Santa María
Grupo Santa María, también conocido como Grupazo Santa María , es un conjunto musical del género tropical. Originario de Santa María Nenetzintla, Acajete, Puebla, se formó en el mes de mayo de 1977. Los miembros principales de esta agrupación son los hermanos Hernández Castañeda, quienes siguen en el grupo desde sus comienzos. Algunos de sus temas más conocidos son «Chiquilla cariñosa», «Olvidarte nunca» y «Tico Tico». 

## Historia.
El grupo nace en el año de 1977 los hermanos Hernández Catañeda deciden iniciar un grupo musical integrado por algunos miembros de la familia y amigos. Su instrumentación constaba de teclado, guitarra, bajo eléctrico, sax alto, sax tenor, congas, batería, güiro y vocalista.

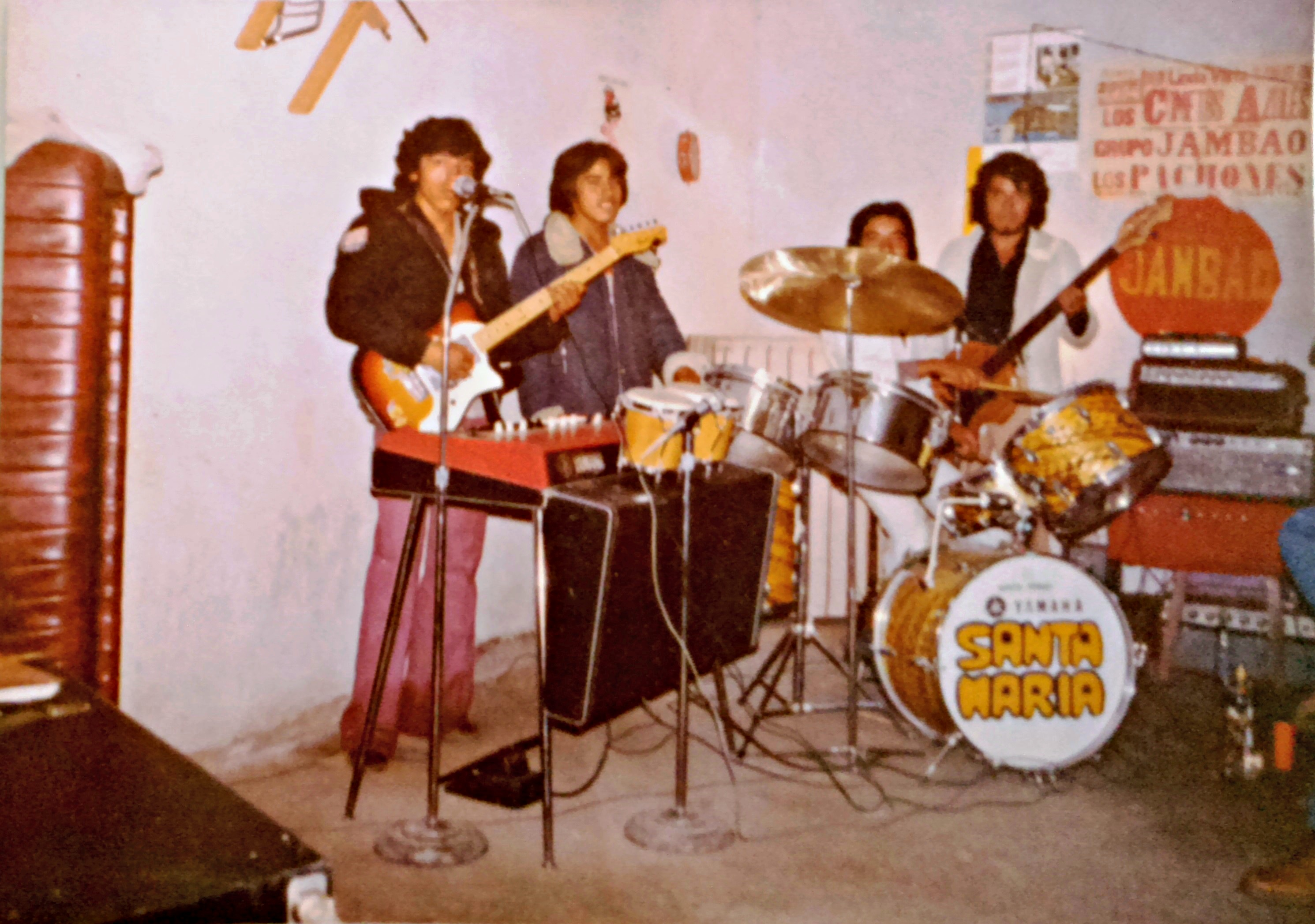
Primera foto oficial del Grupo Santa María.

Sus primeros temas fueron versiones, aunque después comenzaron a grabar temas de su propia autoría.
En el año de 1981 se incorporaron nuevos integrantes, manteniendo la base principal musical familiar. Es en ese mismo año cuando el grupo musical grabó su primer sencillo «Poblanita», tema original de Miguel Hernández y en el anverso, una versión de «Creí».
Debido a la gran aceptación de sus presentaciones en el estado de Puebla y alrededores, tomaron la decisión de grabar su primer disco de larga duración (LP), con la marca de discos Festival, cuyo director general fue Genaro Álvarez, quien les dirigió artísticamente en esa grabación. De este disco, la canción más destacada fue «Chiquilla cariñosa», que les dio a conocer en otros estados: Tlaxcala, Estado de México, Distrito Federal, Veracruz y Tabasco.
Durante los años de 1986 a 1989 el Grupo Santa María grabó en los estudios de Peerles. Sin embargo, no es hasta el año 1991 cuando recibieron una invitación por parte de la discográfica para pertenecer a su elenco exclusivo, bajo la producción de Víctor M. Nanni y Jorge Blanco Vom Bersen. Con ellos grabaron tres discos LP.
Después de una pausa de varios años, publicaron en 2017 nuevo material discográfico de producción independiente, titulado Las emociones del amor, con temas propios de los integrantes del grupo.
Actualmente trabajan con la casa disquera Revilla Records Premium.

## Discografía
- (1981) Dale cariño, dale (Discos festival)
- (1982) El incontenible Grupo Santa María  (Are Discos)
- (1983) Atrévete a mirarme de frente  (Discos carnaval)
- (1984) Los dandys de la música tropical (Discos audaz)
- (1986) Eres                                      (Discos Peerless)
- (1988) El varil                                   (Discos Peerless)
- (1989) Álbum de oro                        (Discos Peerless)
- (1991) Nuestro gran amor               (Discos Peerless)
- (1992) La súper onda bailable         (Discos Peerless)
- (1993) Te amare                              (Discos Peerless)
- (1994) Sentimiento de luna             (Discos Peerless)
- (1999) Regresando con más fuerza! (producción independiente)
- (2003) ¡Mejor que nunca!              (Producción independiente)
- (2007) 25° aniversario                   (Jaz records)
- (2016) Las emociones del amor    (Producción independiente)

## Participaciones en Televisión
- Julio,1982 Presentación  en Canal 4, en el programa “El Club del Hogar’’ en México.
- Octubre,1982 Presentación en Canal 4 en el programa “El Club del Hogar” en México.
- Febrero,1983 Presentación en Canal 4 en el programa  “La Hora de los Locutores” en México.
- Abril,1983 Participación en T.R.M “Televisión Rural de México” en Puebla, Pue.
- Junio,1984 Participación en el especial de Santa María Nenetzintla en T.R.M. En Nenetzintla, Puebla.
- Abril,1987 Participación en T.R.M. En el programa “Primer Festival Nacional de Grupos Intérpretes de Música Tropical en Puebla”.
- Julio,1995 Presentación en el canal 52 de la cadena Tele mundo en el programa “La Hora Lunática” en Los Ángeles, Ca.
- Julio,1995 Presentación en la re inauguración del programa “Mexicanísimo” en el este de Los Ángeles, Ca.
- Agosto,2016 Presentación en el programa “Vive Mejor”, Puebla TV.
- Agosto,2017 Presentación en el programa “Vive Mejor”, Puebla TV.
- Noviembre,2017 Participación en ‘‘La Nueva Sangre Grupera’’ 8TV, Televisa.